# Roads of Destiny
Roads of Destiny is een Amerikaanse dramafilm uit 1921 onder regie van Frank Lloyd. Het scenario is gebaseerd op het gelijknamige verhaal uit 1909 van de Amerikaanse auteur O. Henry. Destijds werd de film in Nederland uitgebracht onder de titel De wegen van het noodlot. De film is wellicht zoekgeraakt.

## Verhaal
De broers David en Lewis Marsh houden allebei van Ann Hardy. Wanneer Lewis ziet dat David succes heeft bij Ann, krijgt hij ruzie met zijn broer. Vervolgens krijgt David in een droom bezoek van het noodlot. In die droom ontdekt hij dat hij hoe dan ook voorbestemd is om bij Ann te zijn.

## Rolverdeling
| Acteur                | Personage      |
| --------------------- | -------------- |
| Pauline Frederick     | Rose Merritt   |
| John Bowers           | David Marsh    |
| Richard Tucker        | Lewis Marsh    |
| Jane Novak            | Ann Hardy      |
| Hardee Kirkland       | Mijnheer Hardy |
| Willard Louis         | McPherson      |
| Maude George          | Noodlot        |
| Maurice Bennett Flynn | Colby          |